# Szlak pieszy nr 3591
Szlak pieszy nr 3591, szlak imienia Bernarda Chrzanowskiego – znakowany szlak turystyczny długości 11,8 km w województwie wielkopolskim, na terenie Wielkopolskiego Parku Narodowego, prowadzony z przystanku kolejowego Puszczykowo przez lasy mieszane nad Jezioro Jarosławieckie i dalej zboczem moreny do stacji kolejowej Puszczykówko.
Jest to jeden z dwóch najstarszych szlaków pieszych w Wielkopolskim Parku Narodowym. Wytyczony przez północną część Puszczykowa koło charakterystycznych dla okresu rozwoju letniska budynków, lasy centralnej części Wielkopolskiego Parku Narodowego z pomnikowymi drzewami, wzdłuż polodowcowej rynny rosnowsko-jarosławieckiej oraz przez południowe Puszczykówko. Przy szlaku znajdują się trzy obszary ochrony ścisłej, chroniące polodowcowe formy geograficzne, oraz Jezioro Jarosławieckie z czynnym kąpieliskiem. Budynki dworcowe na stacjach kolejowych na początku i końcu szlaku są objęte ochroną konserwatorską.

## Historia szlaku

### Historia znakowania szlaków w Wielkopolskim Parku Narodowym
Na fali mody na podmiejskie wycieczki w drugiej połowie XIX wieku leżące przy linii kolejowej Puszczykowo stało się popularnym celem eskapad Poznaniaków. W 1897 roku do Puszczykowa wycieczkę zorganizowało Towarzystwo Karkonoskie. Od 1901 roku na stacji kolejowej Puszczykowo regularnie zatrzymują się pociągi. Około 1910 roku niemieckie organizacje turystyczne wytyczyły dwa szlaki spacerowe nad Jezioro Góreckie – z Puszczykowa przez Jezioro Jarosławieckie oraz z Mosiny, oznaczając ich przebieg w terenie wymalowanymi figurami geometrycznymi. Dostępność turystyczną terenów przyszłego parku narodowego znacznie zwiększyła budowa bocznej linii kolejowej nad Jezioro Budzyńskie.

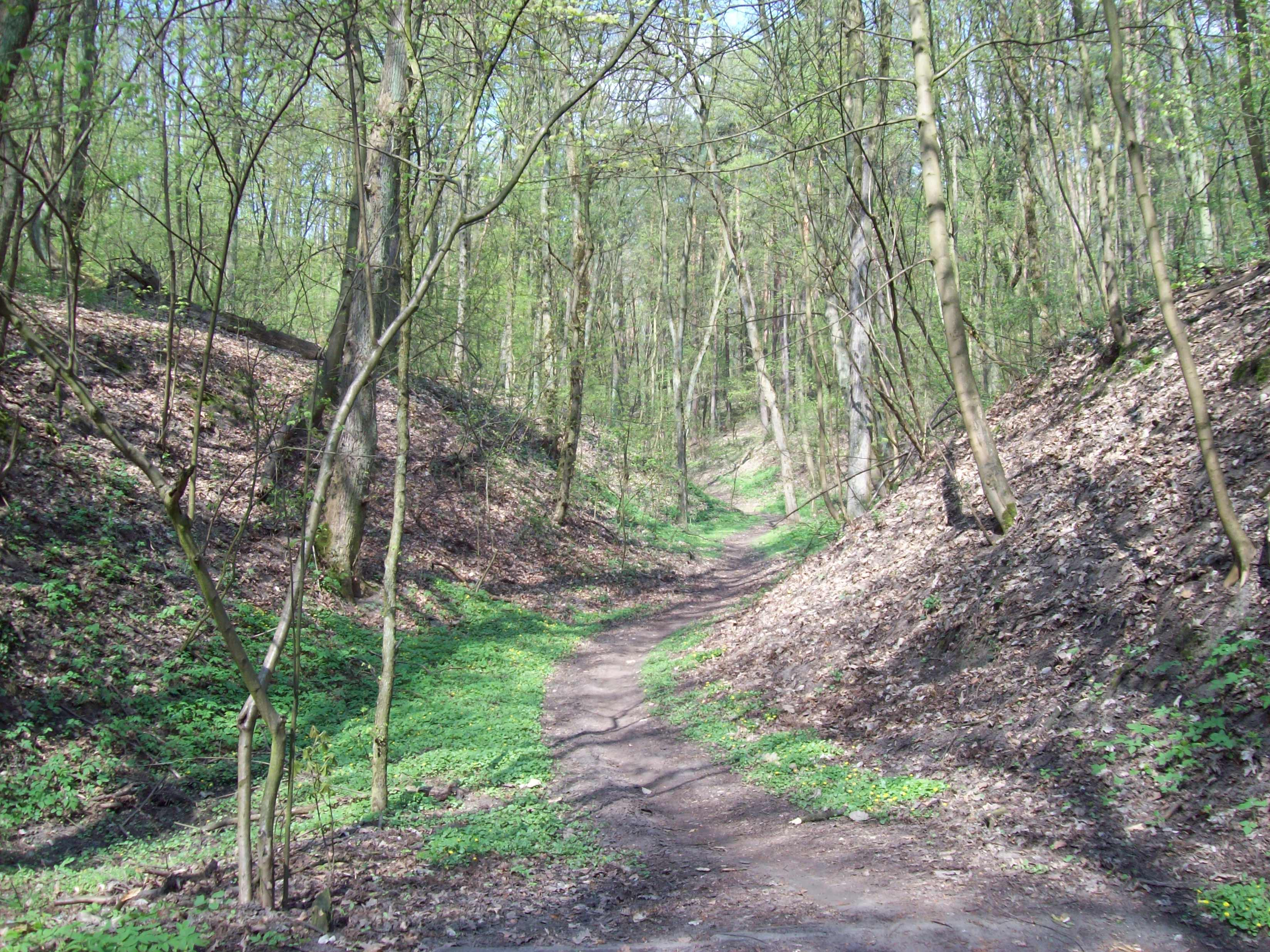
Szlak w rezerwacie Puszczykowskie Góry

We wrześniu 1925 roku przyrodnik Adam Wodziczko w artykułach prasowych zwracał uwagę na popularność lasów nad brzegami jezior: Góreckiego, Skrzynka i Kociołek wśród poznańskich wycieczkowiczów i postulował objęcie ich ochroną w postaci rezerwatu. W 1948 roku sieć pięciu szlaków turystycznych w Wielkopolskim Parku Narodowym zaprojektował i wytyczył osobiście geograf Jerzy Szulczewski. Wytyczone przez niego szlaki z niewielkimi zmianami stanowią podstawę sieci turystycznych szlaków w Wielkopolskim Parku Narodowym. Należą one do najstarszych szlaków nizinnych w Polsce. W 1956 roku wyznaczone przez Szulczewskiego szlaki oznakowano według jednolitego systemu znakowania szlaków poziomymi pasami białymi z kolorowym pośrodku.
W marcu 1957 roku Rada Parku uchwaliła zwiększenie dostępności turystycznej powstającego Wielkopolskiego Parku Narodowego poprzez utworzenie pięciu parkingów dla samochodów w Jeziorach, Jarosławcu, nad Jeziorem Lipno, w Puszczykowie i Puszczykówku, założenie miejsc kempingowych w Kątniku, na Osowej Górze oraz nad jeziorami Łódzkim i Jarosławieckim. Zaplanowała też oznaczenie wjazdów bramami z napisem „Wielkopolski Park Narodowy”.
Franciszek Jaśkowiak oceniał w 1957 roku, że obszar Parku odwiedza rocznie ok. 500 000 turystów i wycieczkowiczów oraz że jest to popularne miejsce wypoczynku oraz spędzania urlopów. Równolegle z utworzeniem parku narodowego Polskie Towarzystwo Turystyczno-Krajoznawcze oznakowało w parku siedem ścieżek turystycznych o łącznej długości 83 km oraz ustawiło drogowskazy i tablice informacyjne na wejściach do parku i skrzyżowaniach szlaków.

### Szlak w systemie szlaków pieszych Wielkopolskiego Parku Narodowego
Władze Wielkopolskiego Parku Narodowego i przewodniki proponują potraktowanie szlaku jako samodzielnej trasy turystycznej.
Szlak został odnowiony w 2001 roku. Wstęp na szlak jest bezpłatny.

## Przebieg szlaku

### Opis przebiegu
Szlak rozpoczyna się na stacji kolejowej Puszczykowo (0,0 km) i prowadzi w kierunku północnego Puszczykowa przez las sosnowy ulicą Poznańską, koło powstałych około 1905 roku budynków letniskowych – restauracji „Letniska Silva” i pensjonatu Willi Hertha. Szlak wyprowadzony jest z Puszczykowa na zachód ulicą Lipową. Na skraju zabudowań szlak przekracza drogę wojewódzką nr 430 Poznań – Mosina i wkracza na pofałdowany i porośnięty gęstymi lasami sosnowymi z bogatym runem teren moreny puszczykowskiej, na obszarze ochrony ścisłej Puszczykowskie Góry (0,9 km). Szlak przez rezerwat wytoczony jest w górę głębokim leśnym wąwozem, a następnie koło obszaru ochrony ścisłej Las Mieszany na Morenie w pobliżu pomnikowych dębów przez las mieszany do skrzyżowania z drogą łączącą Wiry z Puszczykowem (1,9 km). Przecinając leśne ścieżki, a następnie brzegiem zabudowań Puszczykowa Starego i sadu, krzyżując się z drogą gruntową, szlak prowadzi do odbicia w prawo na zachód w las mieszany z dużym udziałem buka (2,9 km). Szlak po kolejnych 400 metrach, a następnie po 700 metrach kilkakrotnie zmienia kierunek, prowadząc stopniowo w dół przez pofalowany teren porośnięty malowniczym, młodym lasem z udziałem starych sosen. Leśną ścieżką i duktem szlak prowadzony jest do skrzyżowania z Greiserówką (5,0 km), a następnie do skrzyżowania ze szlakiem  nr 3589 Stęszew-Szreniawa w Jarosławcu (6,0 km).
Na rozwidleniu dróg szlak prowadzi w lewo na południe i wiodąc brzegiem pola dociera ponownie do Greiserówki w pobliżu Głazu Leśników (7,0 km), gdzie krzyżuje się ze szlakiem  z Osowej Góry do Puszczykówka. 200 metrów dalej szlak skręca w lewo na wschód i po przekroczeniu wału ziemnego i lekkim skręcie w prawo wytyczony jest rynną polodowcową, wzdłuż obszaru ochrony ścisłej Pojniki, do leśnego jeziorka (8,2 km). Opuszczając rynnę polodowcową jarem szlak prowadzi w lewo przez bór mieszany na wschód do zejścia stokiem wału morenowego do szosy Poznań – Mosina (10,1 km). Po jej przekroczeniu szlak prowadzi 400 metrów przez las do ulic Dworcowej w Puszczykówku. Po jej osiągnięciu odbija w prawo i obchodząc od południa Puszczykówko prowadzi ulicami Kopernika, Wodną i Wspólną, ostatecznie dochodząc wzdłuż lasu ulicą Moniuszki do stacji kolejowej Puszczykówko (11,2 km). Przy stacji szlak się kończy.

### Szczegółowy przebieg
Zweryfikowany na podstawie mapy tras turystycznych zamieszczonej na stronie internetowej Wielkopolskiego Parku Narodowego oraz w serwisach turystycznych:
| Odległość                                                                | Punkt                           | Charakterystyczne miejsca                                                                  | Przebieg, skrzyżowania szlaków, uwagi |
| ------------------------------------------------------------------------ | ------------------------------- | ------------------------------------------------------------------------------------------ | --- |
| 0,0 km [[Plik:Szlak start.svg\|alt=początek szlaku turystycznego\|16px]] | kolej · park narodowy           | stacja kolejowa Puszczykowo (przystanek kolejowy) granica Wielkopolskiego Parku Narodowego | [[Plik:Szlak dolacz.svg\|alt=połączenie szlaków turystycznych\|16px]] Szlak im. Arkadego Fiedlera – odchodzi w prawo, [[Plik:Szlak skrzyz.svg\|alt=skryżowanie szlaków turystycznych\|\|16px]] Szlak Rowerowy R9                                    |
| 0,1 km                                                                   | pomnik                          | Puszczykowo, ul. Poznańska Pomnik poległych za Ojczyznę                                    | |
| 0,4 km                                                                   | zabytek                         | Puszczykowo Letnisko Silva Willa Hertha                                                    | |
| 0,8 km                                                                   |                                 | Puszczykowo, szosa (Poznań-Mosina)                                                         | |
| 0,9 km                                                                   | park narodowy · rezerwat ścisły | Granica WPN, Obszar ochrony ścisłej Puszczykowskie Góry                                    | |
| 1,9 km                                                                   |                                 | droga Puszczykowo - Wiry                                                                   | |
| 2,9 km                                                                   | park narodowy                   | granica Wielkopolskiego Parku Narodowego Puszczykowo ul. Dębowa                            | |
| 5,0 km                                                                   |                                 | Greiserówka                                                                                | [[Plik:Szlak dolacz.svg\|alt=połączenie szlaków turystycznych\|16px]] Szlak rowerowy im. Jana Pawła II z Kątnika – odchodzi w prawo |
| 6,0 km                                                                   | camping                         | Jarosławiec, Jezioro Jarosławieckie                                                        | [[Plik:Szlak skrzyz.svg\|alt=skryżowanie szlaków turystycznych\|16px]] Szlak pieszy Stęszew Szreniawa – odchodzi w prawo, [[Plik:Szlak dolacz.svg\|alt=połączenie szlaków turystycznych\|16px]] Szlak rowerowy im. Jana Pawła II – odchodzi w prawo |
| 7,0 km                                                                   | pomnik przyrody                 | Greiserówka, Głaz Leśników                                                                 | |
| 7,1 km                                                                   | rezerwat ścisły                 | Obszar ochrony ścisłej Pojniki                                                             | [[Plik:Szlak skrzyz.svg\|alt=skryżowanie szlaków turystycznych\|16px]] Szlak Kosynierów |
| 10,1 km                                                                  |                                 | szosa (Poznań-Mosina)                                                                      | |
| 10,4 km                                                                  | park narodowy                   | granica WPN, Puszczykowo ul. Kopernika                                                     | |
| 11,4 km                                                                  |                                 | Puszczykowo ul. Wspólna                                                                    | [[Plik:Szlak dolacz.svg\|alt=połączenie szlaków turystycznych\|16px]] Szlak Rowerowy R9 do Mosiny – odchodzi w prawo |
| 11,7 km                                                                  |                                 | Puszczykowo ul. Dworcowa                                                                   | [[Plik:Szlak skrzyz.svg\|alt=skryżowanie szlaków turystycznych\|16px]] Szlak Kosynierów, Szlak im. Arkadego Fiedlera – odchodzi w lewo |
| 11,8km [[Plik:Szlak start.svg\|alt=początek szlaku turystycznego\|16px]] | kolej · kościół                 | Puszczykówko (stacja kolejowa), kościół św. Józefa                                         | [[Plik:Szlak dolacz.svg\|alt=skryżowanie szlaków turystycznych\|16px]] Szlak im. Arkadego Fiedlera – dochodzi znad Warty Szlak Rowerowy R9 – odchodzi w prawo                                                                                       |

## Miejsca na szlaku

### Dworzec kolejowy w Puszczykowie

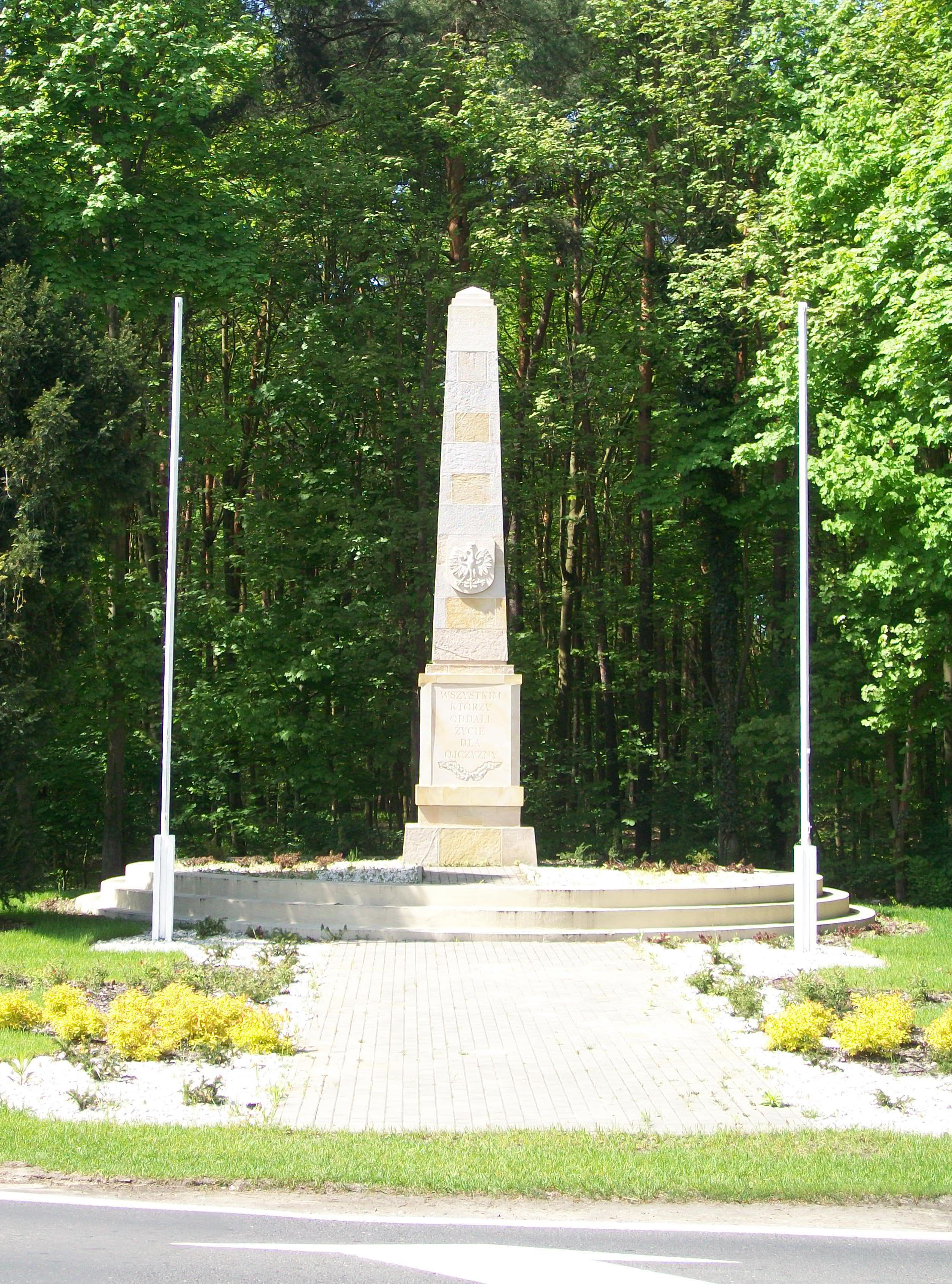
Pomnik w pobliżu dworca PKP w Puszczykowie

Przystanek kolejowy w Puszczykowie powstał w 1897 roku, na początku XX wieku stał się przystankiem rozkładowym wykorzystywanym przez przyjeżdżających na wypoczynek Poznaniaków. Budynek dworca w modnym ówcześnie w niemieckich miejscowościach turystycznych stylu szwajcarskim oraz podziemne przejście pod torami zbudowano w 1904 roku. W 1910 roku dobudowano restaurację oraz wieżę z ręcznie nakręcanym zegarem i wiatę. Linię kolejową zelektryfikowano w 1969 roku. W 1983 roku budynek dworca został uznany za zabytek. Naprzeciw dworca w 1955 roku zainstalowano pomnik poległych żołnierzy.

### Puszczykowo
Popularność osad wypoczynkowych Puszczykowo i Puszczykówko jako celu podmiejskich wycieczek zwiększyła się wraz z budową przebiegającej przez nie linii kolejowej łączącej Poznań z Wrocławiem w 1856 roku oraz regulacją brzegu Warty. Rozpowszechnienie na przełomie XIX i XX wieku informacji, że w Puszczykowie występuje korzystny dla wypoczynku mikroklimat zwiększyło popularność osady i skutkowało rozbudową infrastruktury wypoczynkowej oraz napływem uczestników podmiejskich wycieczek.
Szlak przez północne Puszczykowo prowadzi ulicami, których zabudowa w znacznej części zachowała charakter z okresów rozwoju osady letniskowej. Warte uwagi są powstałe około 1905 roku historyczne budynki letniskowe przy ulicy Poznańskiej – restauracja „Letniska Silva” i pensjonat Willi Hertha. Funkcjonowanie tych lokali przyczyniło się do spopularyzowania wypoczynku w Puszczykowie wśród Poznaniaków oraz osiedlania się w osadzie. Przy ulicy Lipowej, szlak przebiega koło willi rodziny Chłapowskich, wybudowanej w stylu dworkowym.

### Rezerwaty Puszczykowskie Góry i Las Mieszany na Morenie
Szlak po opuszczeniu Puszczykowa prowadzi przez dwa położone obok siebie obszary ochronne Puszczykowskie Góry i Las Mieszany na Morenie. Utworzono je celem ochrony zbliżonego do naturalnego zespołu kwaśnej dąbrowy porastającej równinną morenę denną oraz malowniczego zbocza wysoczyzny morenowej, rozciętego wąwozami erozyjnymi, porośniętego lasem mieszanym z przyrodniczo cennym runem i podszytem.

### Jarosławiec i jezioro Jarosławieckie
W liczącej kilka zabudowań miejscowości Jarosławiec krzyżują się szlaki piesze oraz szlak rowerowy im. Jana Pawła II. W 1962 roku władze Wielkopolskiego Parku Narodowego urządziły w niej miejsce biwakowe oraz kąpielisko na trawiastej plaży nad Jeziorem Jarosławieckim. Przy skrzyżowaniu szlaków znajduje się głaz upamiętniający Franciszka Jaśkowiaka, autora przewodników po Wielkopolskim Parku Narodowym i popularyzatora turystyki.

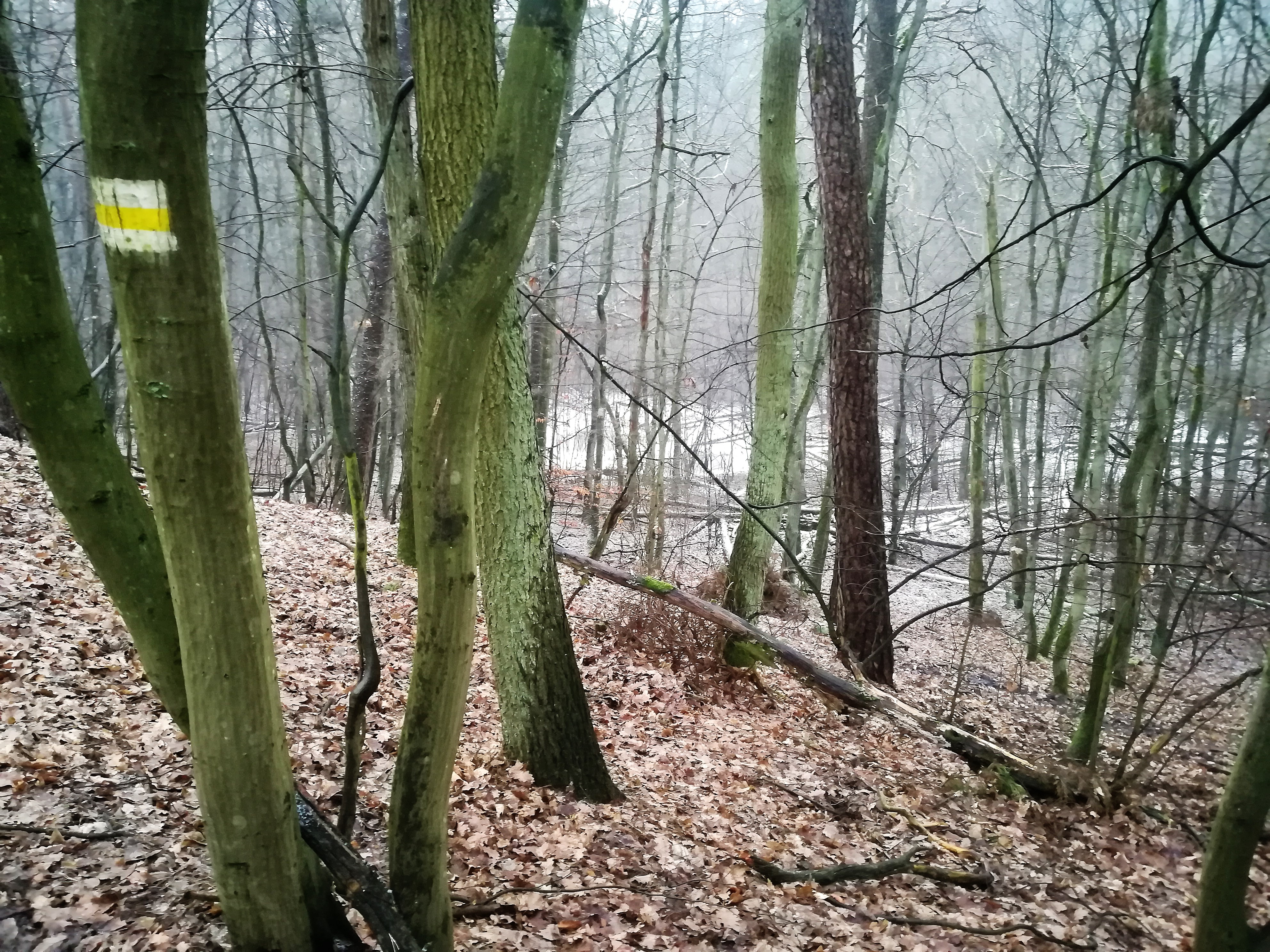
Oznaczenie szlaku koło rezerwatu Pojniki

### Rezerwat Pojniki
Pomiędzy Głazem Leśników a zboczem moreny szlak prowadzi krawędzią rynny rosnowsko-jarosławieckiej. Objęta jest ona ochroną w formie obszaru ochrony ścisłej, celem ochrony krajobrazu stromych zboczy polodowcowej rynny, na dnie której znajdują się okresowo wypełniające się wodą zagłębienia oraz ochrony fauny.

### Puszczykówko

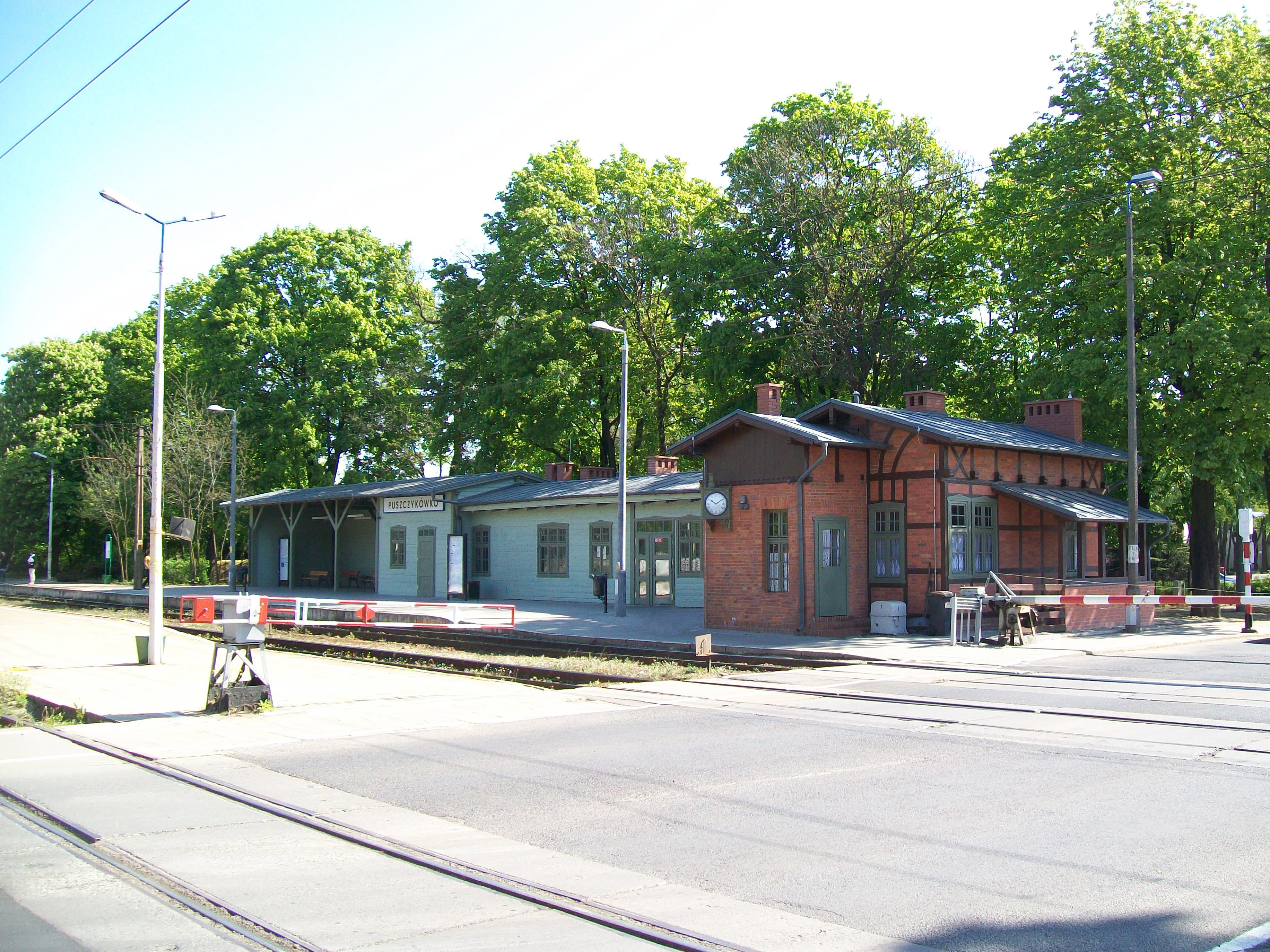
dworzec PKP Puszczykówko

Dworzec kolejowy Puszczykówko wyposażony w zimową i letnią poczekalnię zbudowano w 1911 roku celem obsługi ruchu podróżnych przyjeżdżających na wypoczynek oraz niedzielne spacery. W latach 2010–2011 budynek został poddany renowacji. W sąsiedztwie dworca znajduje się lodziarnia Kostusiaków, będąca według miejskiego portalu informacyjnego jedną z atrakcji miasta.
Puszczykówko w 1962 roku włączono wraz z Niwką i Starym Puszczykowem do Puszczykowa, tworząc miasto.

## Patron szlaku
Patronem szlaku jest adwokat, działacz społeczny i polityk Bernard Chrzanowski, w latach 1895–1925 prezes Związku Sokołów w Wielkopolsce, latach 1925–1927 i 1933–1939 przewodniczący Zarządu Oddziału Wielkopolskiego ZHP, od 1913 roku prezes Towarzystwa Krajoznawczego w Poznaniu. Związany z Puszczykowem, gdzie miał letni dom.